# Dorre Island
Dorre Island är en ö i Australien. Den ligger i delstaten Western Australia, omkring 800 kilometer norr om delstatshuvudstaden Perth.
Klimatförhållandena i området är arida. Genomsnittlig årsnederbörd är 183 millimeter. Den regnigaste månaden är juni, med i genomsnitt 51 mm nederbörd, och den torraste är oktober, med 2 mm nederbörd.